# Кирстовань
Кирстовань, Кирстовані (рум. Cârstovani) — село у повіті Долж в Румунії. Входить до складу комуни Плешой.
Село розташоване на відстані 200 км на захід від Бухареста, 18 км на захід від Крайови.

## Населення
За даними перепису населення 2002 року у селі проживали 38 осіб, усі — румуни. Усі жителі села рідною мовою назвали румунську.